# Torneo Guard1anes Clausura 2021 Liga de Expansión
El Torneo Guardianes Clausura 2021 fue el segundo torneo de la Liga de Expansión MX, una liga de fútbol fundada en el año 2020 como parte del "Proyecto de Estabilización", el cual tiene como objetivo rescatar a los equipos de la Liga de Ascenso de México con problemas financieros y evitar de esta forma la desaparición de la Segunda División en México.

## Sistema de competición
El torneo de la Liga de Expansión MX, está conformado en dos partes:
- Fase de calificación: Se integra por las 15 jornadas del torneo.
- Fase final: Se integra por los partidos de cuartos de final, semifinal y final, más conocida como liguilla.

### Fase de clasificación
En la fase de clasificación se observará el sistema de puntos. La ubicación en la tabla general está sujeta a lo siguiente:
- Por juego ganado se obtendrán tres puntos.
- Por juego ganado como visitante se obtendrá cuatro puntos, sin embargo existirá un límite de puntos posibles, únicamente se podrán conseguir en los primeros siete partidos como visitante de cada club.[1]
- Por juego empatado se obtendrá un punto.
- Por juego perdido no se otorgan puntos.

En esta fase participan los 16 clubes de la Liga de Expansión MX jugando en cada torneo todos contra todos durante las 15 jornadas respectivas, a un solo partido.
El orden de los clubes al final de la fase de calificación del torneo corresponderá a la suma de los puntos obtenidos por cada uno de ellos y se presentará en forma descendente. Si al finalizar las 15 jornadas del torneo, dos o más clubes estuviesen empatados en puntos, su posición en la tabla general será determinada atendiendo a los siguientes criterios de desempate:
1. Mejor diferencia entre los goles anotados y recibidos y goles.
2. Mayor número de goles anotados.
3. Marcadores particulares entre los clubes empatados.
4. Mayor número de goles anotados como visitante.
5. Mejor ubicado en la tabla general de cociente
6. Tabla Fair Play
7. Sorteo.

Para determinar los lugares que ocuparán los clubes que participen en la fase final del torneo se tomará como base la tabla general de clasificación.
Participan automáticamente por el título de Campeón de la Liga de Expansión MX, los 12 primeros clubes de la tabla general de clasificación al término de las 17 jornadas, el primer lugar general se clasifica directamente a las semifinales, mientras que el segundo se clasifica directamente a los cuartos de final.

### Fase final
Previo a la ronda de cuartos de final, habrá una fase de reclasificación en la que participarán los clubes ubicados entre las posiciones 3 y 12 de la tabla general. Jugarán el 3 vs. el 12, el 4 vs. el 11, 5 vs. 10, 6 vs 9 y 7 vs 8. Las eliminatorias se jugarán a un partido, en el estadio del club mejor ubicado en la tabla general. Los 5 clubes ganadores se reubicarán en los lugares del 3 al 7, según su posición en la tabla, para jugar la etapa de cuartos de final. El equipo ubicado en el segundo lugar de la tabla general del torneo regular clasificará de manera directa a la misma fase. Mientras que el líder de la tabla general jugará las semifinales directamente.
Los siete clubes calificados para esta fase del torneo serán reubicados de acuerdo con el lugar que ocupen en la tabla General al término de la Jornada 17, con el puesto del número uno al club mejor clasificado, y así hasta el número 7. Los partidos a esta fase se desarrollarán a visita, en las siguientes etapas:
- Cuartos de final
- Semifinales
- Final

Los siete clubes calificados para cuartos de final serán reubicados de acuerdo con el lugar que ocupen en la tabla General al término de la jornada 17, con el puesto del número dos al segundo club mejor clasificado, y así hasta el número 7. Los partidos a esta fase se desarrollarán a visita, en las siguientes etapas:
Los clubes vencedores en los partidos de cuartos de final y semifinal serán aquellos que en los dos juegos anoten el mayor número de goles. De existir empate en el número de goles anotados, la posición se definirá a favor del club con mayor cantidad de goles a favor cuando actúe como visitante. Aplicarán las mismas normativas para el orden de enfrentamientos la ronda de semifinales y final.
Si una vez aplicado el criterio anterior los clubes siguieran empatados, se observará la posición de los clubes en la tabla general de clasificación.
Los partidos correspondientes a las fases de visita recíproca se jugarán obligatoriamente los días miércoles y sábado, y jueves y domingo eligiendo, en su caso, exclusivamente en forma descendente, los cuatro clubes mejor clasificados en la tabla general al término de la jornada 17, el día y horario de su partido como local. Los siguientes cuatro clubes podrán elegir únicamente el horario.
El club vencedor de la final y por lo tanto Campeón, será aquel que en los dos partidos anote el mayor número de goles. Si al término del tiempo reglamentario el partido está empatado, se agregarán dos tiempos extras de 15 minutos cada uno. De persistir el empate en estos periodos, se procederá a lanzar tiros penales hasta que resulte un vencedor.
Los partidos de cuartos de final se jugarán de la siguiente manera:
En las semifinales participarán los cuatro clubes vencedores de cuartos de final, reubicándolos del uno al cuatro, de acuerdo a su mejor posición en la tabla General de clasificación al término de la jornada 17 del torneo correspondiente, enfrentándose:
Disputarán el título de Campeón del Torneo de Apertura 2020, los dos clubes vencedores de la fase semifinal correspondiente, reubicándolos del uno al dos, de acuerdo a su mejor posición en la tabla general de clasificación al término de la jornada 15 de cada Torneo.

## Información de los clubes
| Club             | Entrenador              | Ciudad                         | Estadio                      | Capacidad | Fundación       | Patrocinador          | Kit          |
| ---------------- | ----------------------- | ------------------------------ | ---------------------------- | --------- | --------------- | --------------------- | ------------ |
| Atlante          | Mario García Covalles   | Ciudad de México               | Ciudad de los Deportes       | 33 000    | 1918 (106 años) | Betcris               | UIN Sports   |
| Atlético Morelia | Ricardo Valiño          | Morelia, Michoacán             | Morelos                      | 34 795    | 1950 (75 años)  | Akron                 | Keuka        |
| Cancún           | Christian Giménez       | Cancún, Quintana Roo           | Olímpico Andrés Quintana Roo | 18 844    | 2020 (5 años)   | Cancún / Riviera Maya | Keuka        |
| Celaya           | Israel Hernández        | Celaya, Guanajuato             | Miguel Alemán Valdés         | 23 182    | 1954 (71 años)  | Bachoco               | Keuka        |
| Cimarrones       | Gabriel Ernesto Pereyra | Hermosillo, Sonora             | Héroe de Nacozari            | 18 747    | 2013 (12 años)  | Yiuppi                | Keuka        |
| Correcaminos UAT | Hibert Ruiz             | Ciudad Victoria, Tamaulipas    | Marte R. Gómez               | 10 520    | 1980 (45 años)  |                       | Silver Sport |
| Dorados          | Rafael García           | Culiacán, Sinaloa              | Dorados                      | 23 000    | 2003 (22 años)  | Coppel                | Charly       |
| Leones Negros    | Jorge Dávalos           | Guadalajara, Jalisco           | Jalisco                      | 55 020    | 1970 (55 años)  | Electrolit            | Umbro        |
| Oaxaca           | Óscar Torres            | Oaxaca, Oaxaca                 | Tecnológico de Oaxaca        | 14 598    | 2012 (12 años)  | Ópticas América       | Silver Sport |
| Pumas Tabasco    | Alejandro Pérez         | Villahermosa, Tabasco          | Olímpico de Villahermosa     | 12 000    | 2020 (5 años)   | DHL                   | Nike         |
| Tampico Madero   | Gerardo Espinoza        | Tampico Madero, Tamaulipas     | Tamaulipas                   | 19 667    | 1982 (42 años)  | Nexum                 | Charly       |
| Tapatío          | Alberto Coyote          | Zapopan, Jalisco               | Akron                        | 49 850    | 1973 (52 años)  | Caliente              | Puma         |
| Tepatitlán       | Francisco Ramírez       | Tepatitlán de Morelos, Jalisco | Tepa Gómez                   | 12 500    | 1944 (81 años)  | Pacífica              | Carrara      |
| Tlaxcala         | Irving Rubirosa         | Tlaxcala, Tlaxcala             | Tlahuicole                   | 12 000    | 2014 (10 años)  | Grupo Providencia     | Keuka        |
| Venados          | Carlos Gutiérrez        | Mérida, Yucatán                | Carlos Iturralde             | 15 087    | 1988 (37 años)  | Yucatán               | U-Sports     |
| Zacatecas        | Alexis Moreno           | Zacatecas, Zacatecas           | Carlos Vega Villalba         | 20 068    | 2014 (11 años)  | Fresnillo plc         | Spiro        |

Datos actualizados al 11 de marzo de 2021.

### Cambios de entrenadores
| Equipo       | Entrenador (jornadas)                           |
| ------------ | ----------------------------------------------- |
| Correcaminos | Roberto Hernández (1 - 9) Hibert Ruiz (10 - 15) |

### Equipos por Entidad Federativa
| Estado           | N.º | Equipos                              |
| ---------------- | --- | ------------------------------------ |
| Jalisco          | 3   | U. de G., Tepatitlán FC y CD Tapatío |
| Tamaulipas       | 2   | Correcaminos UAT y Tampico Madero    |
| Guanajuato       | 1   | Celaya                               |
| Ciudad de México | 1   | Atlante                              |
| Michoacán        | 1   | Morelia                              |
| Oaxaca           | 1   | Oaxaca                               |
| Quintana Roo     | 1   | Cancún                               |
| Sinaloa          | 1   | Dorados                              |
| Sonora           | 1   | Cimarrones                           |
| Tabasco          | 1   | Pumas Tabasco                        |
| Tlaxcala         | 1   | Tlaxcala                             |
| Yucatán          | 1   | Venados                              |
| Zacatecas        | 1   | Mineros                              |

### Estadios
|                                                                                                |                                                                                             |                                                                                           |
|                                                                                                |                                                                                             |                                                                                           |
| Estadio Jalisco Ciudad: Guadalajara Capacidad: 55.020 Club: Universidad de Guadalajara         | Estadio Akron Ciudad: Zapopan Capacidad:49.850 Club: Club Deportivo Tapatío                 | Estadio Morelos Ciudad: Morelia Capacidad: 34.795 Club: Atlético Morelia                  |
|                                                                                                |                                                                                             |                                                                                           |
| Estadio de la Ciudad de los Deportes Ciudad: Ciudad de México Capacidad: 33.000 Club: Atlante  | Estadio Miguel Alemán Valdés Ciudad: Celaya Capacidad: 23.182 Club: Celaya                  | Estadio Dorados Ciudad: Culiacán Capacidad: 23.000 Club: Dorados de Sinaloa               |
|                                                                                                |                                                                                             |                                                                                           |
| Estadio Carlos Vega Villalba Ciudad: Zacatecas Capacidad: 20.068 Club: Mineros de Zacatecas    | Estadio Tamaulipas Ciudad: Tampico, Ciudad Madero Capacidad: 19.667 Club: Tampico Madero    | Estadio Héroe de Nacozari Ciudad: Hermosillo Capacidad: 18.747 Club: Cimarrones de Sonora |
|                                                                                                |                                                                                             |                                                                                           |
| Estadio Olímpico Andrés Quintana Roo Ciudad: Cancún Capacidad: 18.844 Club: Cancún Fútbol Club | Estadio Carlos Iturralde Rivero Ciudad: Mérida Capacidad: 15.087 Club: Venados              | Estadio Tecnológico de Oaxaca Ciudad: Oaxaca Capacidad:14.598 Club: Alebrijes de Oaxaca   |
|                                                                                                |                                                                                             |                                                                                           |
| Estadio Tepa Gómez Ciudad: Tepatitlán Capacidad: 12.500 Club: Tepatitlán Fútbol Club           | Estadio Olímpico de Villahermosa Ciudad: Villahermosa Capacidad: 12.000 Club: Pumas Tabasco | Estadio Tlahuicole Ciudad:Tlaxcala Capacidad: 12.000 Club: Tlaxcala Fútbol Club           |
|                                                                                                |                                                                                             |                                                                                           |
| Estadio Marte R. Gómez Ciudad: Ciudad Victoria Capacidad: 10.520 Club: Correcaminos UAT        |                                                                                             |                                                                                           |

## Torneo regular
- El Calendario completo según la página oficial.
- Los horarios son correspondientes al Tiempo del Centro de México (UTC-6 y UTC-5 en horario de verano).[5]

| Jornada 1        | Jornada 1 | Jornada 1      | Jornada 1                | Jornada 1    | Jornada 1 | Jornada 1    | Jornada 1  | Jornada 1 | Jornada 1 |
| Local            | Resultado | Visitante      | Estadio                  | Fecha        | Hora      | Espectadores | Amonestado | Expulsado |           |
| ---------------- | --------- | -------------- | ------------------------ | ------------ | --------- | ------------ | ---------- | --------- | --------- |
| Celaya           | 1 - 1     | Tepatitlán     | Miguel Alemán Valdés     | 12 de enero  | 19:00     | 0            | 5          | 0         |           |
| Pumas Tabasco    | 0 - 1     | Tapatío        | Olímpico de Villahermosa | 12 de enero  | 21:05     | 0            | 4          | 0         |           |
| Zacatecas        | 1 - 1     | Dorados        | Carlos Vega Villalba     | 13 de enero  | 17:00     | 0            | 5          | 1         |           |
| Correcaminos     | 3 - 0     | Cancún         | Marte R. Gómez           | 13 de enero  | 19:05     | 0            | 3          | 0         |           |
| Cimarrones       | 1 - 1     | Atlante        | Héroe de Nacozari        | 13 de enero  | 21:05     | 0            | 6          | 4         |           |
| Leones Negros    | 1 - 1     | Tlaxcala       | Jalisco                  | 17 de enero  | 17:00     | 0            | 6          | 1         |           |
| Atlético Morelia | 1 - 0     | Tampico Madero | Morelos                  | 23 de enero  | 12:00     | 0            | 2          | 0         |           |
| Venados          | 2 - 2     | Oaxaca         | Carlos Iturralde Rivero  | 5 de febrero | 19:00     | 0            | 3          | 0         |           |

| Jornada 2      | Jornada 2 | Jornada 2        | Jornada 2              | Jornada 2     | Jornada 2 | Jornada 2    | Jornada 2  | Jornada 2 | Jornada 2 |
| Local          | Resultado | Visitante        | Estadio                | Fecha         | Hora      | Espectadores | Amonestado | Expulsado |           |
| -------------- | --------- | ---------------- | ---------------------- | ------------- | --------- | ------------ | ---------- | --------- | --------- |
| Cancún         | 0 - 0     | Cimarrones       | O. Andrés Quintana Roo | 19 de enero   | 19:00     | 0            | 4          | 0         |           |
| Oaxaca         | 0 - 1     | Tepatitlán       | Tecnológico de Oaxaca  | 19 de enero   | 21:05     | 0            | 8          | 0         |           |
| Tlaxcala       | 2 - 1     | Atlético Morelia | Tlahuicole             | 20 de enero   | 17:00     | 0            | 2          | 2         |           |
| Celaya         | 2 - 1     | Pumas Tabasco    | Miguel Alemán Valdés   | 20 de enero   | 19:05     | 0            | 6          | 0         |           |
| Tampico Madero | 0 - 0     | Leones Negros    | Tamaulipas             | 20 de enero   | 21:05     | 0            | 2          | 0         |           |
| Atlante        | 1 - 0     | Correcaminos     | Ciudad de los Deportes | 21 de enero   | 21:00     | 0            | 3          | 0         |           |
| Tapatío        | 0 - 1     | Zacatecas        | Akron                  | 24 de enero   | 17:00     | 0            | 4          | 0         |           |
| Dorados        | 0 - 0     | Venados          | Dorados                | 20 de febrero | 19:00     | 0            | 3          | 0         |           |

| Jornada 3     | Jornada 3 | Jornada 3        | Jornada 3                 | Jornada 3   | Jornada 3 | Jornada 3    | Jornada 3  | Jornada 3 | Jornada 3 |
| Local         | Resultado | Visitante        | Estadio                   | Fecha       | Hora      | Espectadores | Amonestado | Expulsado |           |
| ------------- | --------- | ---------------- | ------------------------- | ----------- | --------- | ------------ | ---------- | --------- | --------- |
| Correcaminos  | 2 - 0     | Venados          | Marte R. Gómez            | 26 de enero | 19:05     | 0            | 6          | 0         |           |
| Cimarrones    | 2 - 2     | Celaya           | Héroe de Nacozari         | 26 de enero | 21:05     | 0            | 5          | 0         |           |
| Zacatecas     | 1 - 2     | Pumas Tabasco    | Carlos Vega Villalba      | 27 de enero | 17:00     | 0            | 3          | 0         |           |
| Cancún        | 1 - 2     | Atlético Morelia | O. Andrés Quintana Roo    | 27 de enero | 19:05     | 0            | 2          | 0         |           |
| Oaxaca        | 2 - 1     | Tapatío          | Tecnológico de Oaxaca     | 27 de enero | 21:05     | 0            | 6          | 0         |           |
| Leones Negros | 0 - 1     | Dorados          | Jalisco                   | 28 de enero | 19:00     | 0            | 3          | 1         |           |
| Atlante       | 2 - 1     | Tlaxcala         | Ciudad de los Deportes    | 29 de enero | 17:30     | 0            | 5          | 1         |           |
| Tepatitlán    | 1 - 0     | Tampico Madero   | Alfredo "Pistache" Torres | 31 de enero | 15:45     | 0            | 3          | 0         |           |

| Jornada 4        | Jornada 4 | Jornada 4     | Jornada 4                | Jornada 4    | Jornada 4 | Jornada 4    | Jornada 4  | Jornada 4 | Jornada 4 |
| Local            | Resultado | Visitante     | Estadio                  | Fecha        | Hora      | Espectadores | Amonestado | Expulsado |           |
| ---------------- | --------- | ------------- | ------------------------ | ------------ | --------- | ------------ | ---------- | --------- | --------- |
| Tlaxcala         | 2 - 1     | Oaxaca        | Tlahuicole               | 2 de febrero | 17:00     | 0            | 6          | 2         |           |
| Venados          | 2 - 2     | Cimarrones    | Carlos Iturralde Rivero  | 2 de febrero | 19:05     | 0            | 7          | 1         |           |
| Pumas Tabasco    | 2 - 0     | Leones Negros | Olímpico de Villahermosa | 2 de febrero | 21:05     | 0            | 5          | 0         |           |
| Celaya           | 2 - 0     | Zacatecas     | Miguel Alemán Valdés     | 3 de febrero | 19:00     | 0            | 6          | 2         |           |
| Dorados          | 0 - 0     | Tepatitlán    | Dorados                  | 3 de febrero | 21:05     | 0            | 6          | 1         |           |
| Tampico Madero   | 1 - 1     | Cancún        | Tamaulipas               | 4 de febrero | 16:00     | 0            | 4          | 0         |           |
| Tapatío          | 2 - 1     | Atlante       | Akron                    | 4 de febrero | 17:00     | 0            | 4          | 0         |           |
| Atlético Morelia | 2 - 1     | Correcaminos  | Morelos                  | 6 de febrero | 12:00     | 0            | 4          | 0         |           |

| Jornada 5      | Jornada 5 | Jornada 5        | Jornada 5                 | Jornada 5     | Jornada 5 | Jornada 5    | Jornada 5  | Jornada 5 | Jornada 5 |
| Local          | Resultado | Visitante        | Estadio                   | Fecha         | Hora      | Espectadores | Amonestado | Expulsado |           |
| -------------- | --------- | ---------------- | ------------------------- | ------------- | --------- | ------------ | ---------- | --------- | --------- |
| Oaxaca         | 3 - 1     | Pumas Tabasco    | Tecnológico de Oaxaca     | 9 de febrero  | 17:00     | 0            | 2          | 0         |           |
| Cancún         | 1 - 0     | Dorados          | O. Andrés Quintana Roo    | 9 de febrero  | 19:05     | 0            | 5          | 0         |           |
| Tampico Madero | 1 - 0     | Tlaxcala         | Tamaulipas                | 9 de febrero  | 21:05     | 0            | 3          | 0         |           |
| Tepatitlán     | 0 - 0     | Tapatío          | Alfredo "Pistache" Torres | 10 de febrero | 15:45     | 0            | 3          | 0         |           |
| Correcaminos   | 1 - 1     | Zacatecas        | Marte R. Gómez            | 10 de febrero | 19:05     | 0            | 5          | 0         |           |
| Cimarrones     | 2 - 1     | Atlético Morelia | Héroe de Nacozari         | 10 de febrero | 21:05     | 0            | 1          | 0         |           |
| Leones Negros  | 1 - 1     | Venados          | Jalisco                   | 11 de febrero | 21:00     | 0            | 2          | 0         |           |
| Atlante        | 0 - 0     | Celaya           | Ciudad de los Deportes    | 14 de febrero | 21:00     | 0            | 3          | 1         |           |

| Jornada 6        | Jornada 6 | Jornada 6      | Jornada 6                | Jornada 6     | Jornada 6 | Jornada 6    | Jornada 6  | Jornada 6 | Jornada 6 |
| Local            | Resultado | Visitante      | Estadio                  | Fecha         | Hora      | Espectadores | Amonestado | Expulsado |           |
| ---------------- | --------- | -------------- | ------------------------ | ------------- | --------- | ------------ | ---------- | --------- | --------- |
| Pumas Tabasco    | 0 - 0     | Cimarrones     | Olímpico de Villahermosa | 16 de febrero | 19:05     | 0            | 3          | 0         |           |
| Correcaminos     | 0 - 2     | Leones Negros  | Marte R. Gómez           | 16 de febrero | 21:05     | 0            | 7          | 0         |           |
| Celaya           | 4 - 0     | Cancún         | Miguel Alemán Valdés     | 17 de febrero | 17:00     | 0            | 3          | 1         |           |
| Venados          | 1 - 0     | Tepatitlán     | Carlos Iturralde Rivero  | 17 de febrero | 19:05     | 0            | 6          | 0         |           |
| Dorados          | 1 - 1     | Tlaxcala       | Dorados                  | 17 de febrero | 21:05     | 0            | 6          | 0         |           |
| Tapatío          | 1 - 0     | Tampico Madero | Akron                    | 18 de febrero | 19:00     | 0            | 5          | 0         |           |
| Zacatecas        | 1 - 0     | Atlante        | Carlos Vega Villalba     | 19 de febrero | 17:00     | 0            | 8          | 1         |           |
| Atlético Morelia | 6 - 3     | Oaxaca         | Morelos                  | 20 de febrero | 16:30     | 0            | 3          | 0         |           |

| Jornada 7        | Jornada 7 | Jornada 7     | Jornada 7              | Jornada 7     | Jornada 7 | Jornada 7    | Jornada 7  | Jornada 7 | Jornada 7 |
| Local            | Resultado | Visitante     | Estadio                | Fecha         | Hora      | Espectadores | Amonestado | Expulsado |           |
| ---------------- | --------- | ------------- | ---------------------- | ------------- | --------- | ------------ | ---------- | --------- | --------- |
| Tlaxcala         | 0 - 0     | Venados       | Tlahuicole             | 23 de febrero | 17:00     | 0            | 3          | 0         |           |
| Tampico Madero   | 4 - 0     | Zacatecas     | Tamaulipas             | 23 de febrero | 19:05     | 0            | 6          | 0         |           |
| Cimarrones       | 2 - 0     | Dorados       | Héroe de Nacozari      | 23 de febrero | 21:05     | 0            | 4          | 1         |           |
| Oaxaca           | 2 - 2     | Correcaminos  | Tecnológico de Oaxaca  | 24 de febrero | 17:00     | 0            | 6          | 1         |           |
| Cancún           | 1 - 0     | Tapatío       | O. Andrés Quintana Roo | 24 de febrero | 19:05     | 0            | 5          | 0         |           |
| Leones Negros    | 0 - 3     | Atlante       | Jalisco                | 24 de febrero | 21:05     | 0            | 7          | 0         |           |
| Tepatitlán       | 1 - 2     | Pumas Tabasco | Gregorio "Tepa" Gómez  | 25 de febrero | 19:00     | 0            | 6          | 0         |           |
| Atlético Morelia | 0 - 2     | Celaya        | Morelos                | 28 de febrero | 12:00     | 0            | 9          | 0         |           |

| Jornada 8     | Jornada 8 | Jornada 8        | Jornada 8                | Jornada 8  | Jornada 8 | Jornada 8    | Jornada 8  | Jornada 8 | Jornada 8 |
| Local         | Resultado | Visitante        | Estadio                  | Fecha      | Hora      | Espectadores | Amonestado | Expulsado |           |
| ------------- | --------- | ---------------- | ------------------------ | ---------- | --------- | ------------ | ---------- | --------- | --------- |
| Correcaminos  | 1 - 1     | Dorados          | Marte R. Gómez           | 2 de marzo | 17:00     | 0            | 4          | 1         |           |
| Venados       | 1 - 1     | Tampico Madero   | Carlos Iturralde Rivero  | 2 de marzo | 19:05     | 0            | 5          | 0         |           |
| Zacatecas     | 2 - 0     | Cancún           | Carlos Vega Villalba     | 3 de marzo | 17:00     | 0            | 0          | 1         |           |
| Pumas Tabasco | 0 - 1     | Atlético Morelia | Olímpico de Villahermosa | 3 de marzo | 19:05     | 0            | 6          | 0         |           |
| Cimarrones    | 2 - 0     | Oaxaca           | Héroe de Nacozari        | 3 de marzo | 21:05     | 0            | 7          | 1         |           |
| Tapatío       | 2 - 1     | Leones Negros    | Akron                    | 4 de marzo | 17:00     | 0            | 7          | 0         |           |
| Celaya        | 0 - 0     | Tlaxcala         | Miguel Alemán Valdés     | 5 de marzo | 17:00     | 0            | 4          | 0         |           |
| Atlante       | 5 - 0     | Tepatitlán       | Ciudad de los Deportes   | 7 de marzo | 17:00     | 0            | 10         | 1         |           |

| Jornada 9        | Jornada 9 | Jornada 9     | Jornada 9              | Jornada 9   | Jornada 9 | Jornada 9    | Jornada 9  | Jornada 9 | Jornada 9 |
| Local            | Resultado | Visitante     | Estadio                | Fecha       | Hora      | Espectadores | Amonestado | Expulsado |           |
| ---------------- | --------- | ------------- | ---------------------- | ----------- | --------- | ------------ | ---------- | --------- | --------- |
| Oaxaca           | 4 - 3     | Zacatecas     | Tecnológico de Oaxaca  | 9 de marzo  | 17:00     | 0            | 7          | 1         |           |
| Tlaxcala         | 1 - 2     | Tapatío       | Tlahuicole             | 9 de marzo  | 19:05     | 0            | 7          | 1         |           |
| Dorados          | 1 - 1     | Pumas Tabasco | Dorados                | 9 de marzo  | 21:05     | 0            | 4          | 0         |           |
| Tepatitlán       | 1 - 0     | Correcaminos  | Gregorio "Tepa" Gómez  | 10 de marzo | 17:00     | 0            | 8          | 0         |           |
| Cancún           | 1 - 0     | Atlante       | O. Andrés Quintana Roo | 10 de marzo | 19:05     | 0            | 5          | 0         |           |
| Tampico Madero   | 1 - 0     | Celaya        | Tamaulipas             | 10 de marzo | 21:05     | 0            | 4          | 0         |           |
| Leones Negros    | 1 - 1     | Cimarrones    | Jalisco                | 11 de marzo | 21:00     | 0            | 6          | 2         |           |
| Atlético Morelia | 1 - 1     | Venados       | Morelos                | 12 de marzo | 17:30     | 0            | 4          | 1         |           |

| Jornada 10    | Jornada 10 | Jornada 10       | Jornada 10               | Jornada 10  | Jornada 10 | Jornada 10   | Jornada 10 | Jornada 10 | Jornada 10 |
| Local         | Resultado  | Visitante        | Estadio                  | Fecha       | Hora       | Espectadores | Amonestado | Expulsado  |            |
| ------------- | ---------- | ---------------- | ------------------------ | ----------- | ---------- | ------------ | ---------- | ---------- | ---------- |
| Leones Negros | 0 - 1      | Tepatitlán       | Jalisco                  | 15 de marzo | 17:00      | 0            | 5          | 0          |            |
| Zacatecas     | 2 - 0      | Atlético Morelia | Carlos Vega Villalba     | 16 de marzo | 17:00      | 0            | 2          | 0          |            |
| Venados       | 2 - 1      | Cancún           | Carlos Iturralde Rivero  | 16 de marzo | 19:05      | 0            | 6          | 0          |            |
| Pumas Tabasco | 0 - 0      | Tampico Madero   | Olímpico de Villahermosa | 16 de marzo | 21:05      | 0            | 2          | 0          |            |
| Celaya        | 2 - 2      | Dorados          | Miguel Alemán Valdés     | 17 de marzo | 17:00      | 0            | 5          | 2          |            |
| Correcaminos  | 0 - 1      | Tlaxcala         | Marte R. Gómez           | 17 de marzo | 19:05      | 0            | 7          | 1          |            |
| Cimarrones    | 1 - 1      | Tapatío          | Héroe de Nacozari        | 17 de marzo | 21:05      | 0            | 2          | 0          |            |
| Atlante       | 1 - 1      | Oaxaca           | Ciudad de los Deportes   | 18 de marzo | 12:00      | 0            | 8          | 0          |            |

| Jornada 11       | Jornada 11 | Jornada 11    | Jornada 11              | Jornada 11  | Jornada 11 | Jornada 11   | Jornada 11 | Jornada 11 | Jornada 11 |
| Local            | Resultado  | Visitante     | Estadio                 | Fecha       | Hora       | Espectadores | Amonestado | Expulsado  |            |
| ---------------- | ---------- | ------------- | ----------------------- | ----------- | ---------- | ------------ | ---------- | ---------- | ---------- |
| Tlaxcala         | 2 - 3      | Pumas Tabasco | Tlahuicole              | 23 de marzo | 17:00      | 0            | 2          | 0          |            |
| Venados          | 0 - 1      | Celaya        | Carlos Iturralde Rivero | 23 de marzo | 19:05      | 0            | 5          | 0          |            |
| Tapatío          | 2 - 1      | Correcaminos  | Akron                   | 23 de marzo | 20:00      | 0            | 3          | 1          |            |
| Oaxaca           | 0 - 0      | Cancún        | Tecnológico de Oaxaca   | 23 de marzo | 21:05      | 0            | 6          | 1          |            |
| Tepatitlán       | 1 - 2      | Zacatecas     | Gregorio "Tepa" Gómez   | 24 de marzo | 17:00      | 0            | 3          | 2          |            |
| Tampico Madero   | 0 - 1      | Cimarrones    | Tamaulipas              | 24 de marzo | 19:00      | 0            | 3          | 0          |            |
| Dorados          | 3 - 2      | Atlante       | Dorados                 | 24 de marzo | 21:05      | 0            | 5          | 0          |            |
| Atlético Morelia | 2 - 1      | Leones Negros | Morelos                 | 25 de marzo | 22:00      | 0            | 6          | 1          |            |

| Jornada 12    | Jornada 12 | Jornada 12       | Jornada 12               | Jornada 12  | Jornada 12 | Jornada 12   | Jornada 12 | Jornada 12 | Jornada 12 |
| Local         | Resultado  | Visitante        | Estadio                  | Fecha       | Hora       | Espectadores | Amonestado | Expulsado  |            |
| ------------- | ---------- | ---------------- | ------------------------ | ----------- | ---------- | ------------ | ---------- | ---------- | ---------- |
| Celaya        | 0 - 0      | Oaxaca           | Miguel Alemán Valdés     | 26 de marzo | 19:05      | 0            | 6          | 1          |            |
| Pumas Tabasco | 0 - 2      | Venados          | Olímpico de Villahermosa | 26 de marzo | 21:05      | 0            | 3          | 1          |            |
| Tapatío       | 1 - 2      | Dorados          | Akron                    | 27 de marzo | 16:00      | 58           | 1          | 0          |            |
| Cancún        | 5 - 1      | Tepatitlán       | O. Andrés Quintana Roo   | 27 de marzo | 19:05      | 0            | 10         | 1          |            |
| Correcaminos  | 2 - 2      | Tampico Madero   | Marte R. Gómez           | 27 de marzo | 21:05      | 0            | 5          | 1          |            |
| Atlante       | 0 - 2      | Atlético Morelia | Ciudad de los Deportes   | 28 de marzo | 12:00      | 0            | 9          | 1          |            |
| Zacatecas     | 1 - 0      | Leones Negros    | Carlos Vega Villalba     | 28 de marzo | 19:05      | 0            | 3          | 1          |            |
| Cimarrones    | 2 - 0      | Tlaxcala         | Héroe de Nacozari        | 28 de marzo | 21:05      | 0            | 2          | 0          |            |

| Jornada 13       | Jornada 13 | Jornada 13   | Jornada 13               | Jornada 13  | Jornada 13 | Jornada 13   | Jornada 13 | Jornada 13 | Jornada 13 |
| Local            | Resultado  | Visitante    | Estadio                  | Fecha       | Hora       | Espectadores | Amonestado | Expulsado  |            |
| ---------------- | ---------- | ------------ | ------------------------ | ----------- | ---------- | ------------ | ---------- | ---------- | ---------- |
| Pumas Tabasco    | 1 - 2      | Correcaminos | Olímpico de Villahermosa | 30 de marzo | 19:05      | 0            | 4          | 0          |            |
| Dorados          | 1 - 1      | Oaxaca       | Dorados                  | 30 de marzo | 21:05      | 0            | 6          | 0          |            |
| Tlaxcala         | 1 - 0      | Cancún       | Tlahuicole               | 31 de marzo | 17:00      | 0            | 5          | 0          |            |
| Venados          | 2 - 3      | Zacatecas    | Carlos Iturralde Rivero  | 31 de marzo | 19:05      | 0            | 6          | 1          |            |
| Tampico Madero   | 0 - 0      | Atlante      | Tamaulipas               | 31 de marzo | 21:05      | 0            | 7          | 0          |            |
| Leones Negros    | 3 - 1      | Celaya       | Jalisco                  | 1 de abril  | 21:00      | 0            | 4          | 1          |            |
| Tepatitlán       | 1 - 0      | Cimarrones   | Gregorio "Tepa" Gómez    | 2 de abril  | 17:00      | 0            | 8          | 0          |            |
| Atlético Morelia | 2 - 0      | Tapatío      | Morelos                  | 4 de abril  | 21:00      | 0            | 2          | 0          |            |

| Jornada 14   | Jornada 14 | Jornada 14       | Jornada 14             | Jornada 14  | Jornada 14 | Jornada 14   | Jornada 14 | Jornada 14 | Jornada 14 |
| Local        | Resultado  | Visitante        | Estadio                | Fecha       | Hora       | Espectadores | Amonestado | Expulsado  |            |
| ------------ | ---------- | ---------------- | ---------------------- | ----------- | ---------- | ------------ | ---------- | ---------- | ---------- |
| Tepatitlán   | 2 - 1      | Tlaxcala         | Gregorio "Tepa" Gómez  | 6 de abril  | 17:00      | 0            | 7          | 0          |            |
| Correcaminos | 1 - 2      | Celaya           | Marte R. Gómez         | 6 de abril  | 19:05      | 0            | 5          | 0          |            |
| Oaxaca       | 4 - 1      | Tampico Madero   | Tecnológico de Oaxaca  | 6 de abril  | 21:05      | 0            | 3          | 0          |            |
| Zacatecas    | 2 - 2      | Cimarrones       | Carlos Vega Villalba   | 7 de abril  | 17:00      | 0            | 2          | 0          |            |
| Cancún       | 2 - 0      | Leones Negros    | O. Andrés Quintana Roo | 7 de abril  | 19:05      | 2 655        | 3          | 1          |            |
| Dorados      | 2 - 3      | Atlético Morelia | Dorados                | 7 de abril  | 21:05      | 0            | 5          | 0          |            |
| Tapatío      | 1 - 1      | Venados          | Akron                  | 8 de abril  | 19:00      | 85           | 6          | 0          |            |
| Atlante      | 1 - 0      | Pumas Tabasco    | Ciudad de los Deportes | 11 de abril | 17:00      | 0            | 7          | 0          |            |

| Jornada 15       | Jornada 15 | Jornada 15   | Jornada 15               | Jornada 15  | Jornada 15 | Jornada 15   | Jornada 15 | Jornada 15 | Jornada 15 |
| Local            | Resultado  | Visitante    | Estadio                  | Fecha       | Hora       | Espectadores | Amonestado | Expulsado  |            |
| ---------------- | ---------- | ------------ | ------------------------ | ----------- | ---------- | ------------ | ---------- | ---------- | ---------- |
| Tlaxcala         | 2 - 1      | Zacatecas    | Tlahuicole               | 13 de abril | 17:00      | 0            | 6          | 1          |            |
| Tampico Madero   | 0 - 0      | Dorados      | Tamaulipas               | 13 de abril | 19:05      | 0            | 3          | 1          |            |
| Cimarrones       | 2 - 0      | Correcaminos | Héroe de Nacozari        | 13 de abril | 21:05      | 0            | 3          | 0          |            |
| Leones Negros    | 1 - 1      | Oaxaca       | Jalisco                  | 14 de abril | 17:00      | 0            | 2          | 0          |            |
| Venados          | 0 - 1      | Atlante      | Carlos Iturralde Rivero  | 14 de abril | 19:05      | 0            | 2          | 0          |            |
| Pumas Tabasco    | 1 - 2      | Cancún       | Olímpico de Villahermosa | 14 de abril | 21:05      | 0            | 5          | 0          |            |
| Celaya           | 0 - 0      | Tapatío      | Miguel Alemán Valdés     | 15 de abril | 19:00      | 0            | 6          | 0          |            |
| Atlético Morelia | 2 - 2      | Tepatitlán   | Morelos                  | 15 de abril | 21:05      | 0            | 4          | 0          |            |

## Tabla general
| Pos. | Equipo           | Pts. | PJ | G | E | P | GF | GC | Dif. | Clasificación                          |
| ---- | ---------------- | ---- | -- | - | - | - | -- | -- | ---- | -------------------------------------- |
| 1    | Atlético Morelia | 33   | 15 | 9 | 2 | 4 | 26 | 19 | +7   | Semifinales de la liguilla             |
| 2    | Celaya           | 28   | 15 | 6 | 7 | 2 | 19 | 11 | +8   | Cuartos de final de la liguilla        |
| 3    | Cimarrones       | 27   | 15 | 6 | 8 | 1 | 20 | 11 | +9   | Reclasificación a liguilla             |
| 4    | Zacatecas        | 27   | 15 | 7 | 3 | 5 | 21 | 21 | 0    | Reclasificación a liguilla             |
| 5    | Tapatío          | 24   | 15 | 6 | 4 | 5 | 14 | 14 | 0    | Reclasificación a liguilla             |
| 6    | Tepatitlán (C)   | 24   | 15 | 6 | 4 | 5 | 13 | 19 | −6   | Reclasificación a liguilla             |
| 7    | Atlante          | 23   | 15 | 6 | 4 | 5 | 18 | 12 | +6   | Reclasificación a liguilla             |
| 8    | Cancún           | 21   | 15 | 6 | 3 | 6 | 15 | 17 | −2   | Reclasificación a liguilla             |
| 9    | Dorados          | 20   | 15 | 3 | 9 | 3 | 15 | 16 | −1   | Reclasificación a liguilla             |
| 10   | Tlaxcala         | 20   | 15 | 5 | 4 | 6 | 15 | 17 | −2   | Reclasificación a liguilla             |
| 11   | Oaxaca           | 19   | 15 | 4 | 7 | 4 | 24 | 24 | 0    | Reclasificación a liguilla             |
| 12   | Venados          | 18   | 15 | 3 | 8 | 4 | 15 | 16 | −1   | Reclasificación a liguilla             |
| 13   | Pumas Tabasco    | 18   | 15 | 4 | 3 | 8 | 14 | 19 | −5   | Último lugar en la tabla de cocientes. |
| 14   | Tampico Madero   | 16   | 15 | 3 | 7 | 5 | 11 | 12 | −1   |                                        |
| 15   | Correcaminos     | 14   | 15 | 3 | 4 | 8 | 16 | 20 | −4   |                                        |
| 16   | Leones Negros    | 12   | 15 | 2 | 5 | 8 | 11 | 19 | −8   |                                        |

Actualizado a los partidos jugados el 15 de abril de 2021.
 Fuente: Liga Expansión MX
Criterios de clasificación: Puntos · Diferencia de goles · Goles a favor · Play-off

### Evolución de la clasificación
Fecha de actualización: 15 de abril de 2021
| Equipo / Jornada | 01  | 02  | 03  | 04  | 05  | 06 | 07 | 08 | 09 | 10 | 11 | 12 | 13 | 14 | 15 |
| ---------------- | --- | --- | --- | --- | --- | -- | -- | -- | -- | -- | -- | -- | -- | -- | -- |
| Atlético Morelia | 11* | 8   | 3   | 1   | 2   | 1  | 2  | 2  | 1  | 3  | 3  | 1  | 1  | 1  | 1  |
| Celaya           | 9   | 3   | 5   | 3   | 3   | 2  | 1  | 1  | 3  | 2  | 1  | 2  | 3  | 2  | 2  |
| Cimarrones       | 8   | 9   | 11  | 11  | 8   | 6  | 5  | 4  | 5  | 6  | 4  | 3  | 4  | 4  | 3  |
| Zacatecas        | 7   | 2   | 7   | 10  | 12  | 5  | 9  | 7  | 9  | 7  | 5  | 5  | 2  | 3  | 4  |
| Tapatío          | 1   | 6   | 10  | 7   | 5   | 3  | 6  | 5  | 2  | 1  | 2  | 4  | 5  | 5  | 5  |
| Tepatitlán       | 4   | 1   | 1   | 2   | 1   | 4  | 7  | 9  | 7  | 4  | 7  | 9  | 6  | 6  | 6  |
| Atlante          | 3   | 5   | 2   | 4   | 4   | 7  | 3  | 3  | 4  | 5  | 8  | 10 | 9  | 7  | 7  |
| Cancún           | 16  | 13  | 15  | 16  | 14  | 16 | 15 | 15 | 11 | 14 | 14 | 11 | 14 | 12 | 8  |
| Dorados          | 5   | 11* | 6*  | 9*  | 11* | 9  | 14 | 13 | 14 | 13 | 10 | 6  | 7  | 8  | 9  |
| Tlaxcala         | 6   | 4   | 8   | 5   | 9   | 8  | 8  | 8  | 12 | 8  | 9  | 14 | 11 | 13 | 10 |
| Oaxaca           | 12* | 15  | 12  | 12  | 7   | 14 | 13 | 14 | 10 | 12 | 13 | 13 | 13 | 9  | 11 |
| Venados          | 14* | 14† | 16† | 15* | 16* | 12 | 12 | 12 | 13 | 11 | 12 | 8  | 10 | 10 | 12 |
| Pumas Tabasco    | 15  | 16  | 9   | 6   | 10  | 10 | 4  | 6  | 6  | 9  | 6  | 7  | 8  | 11 | 13 |
| Tampico Madero   | 13* | 12  | 14  | 13  | 13  | 15 | 10 | 10 | 8  | 10 | 11 | 12 | 12 | 14 | 14 |
| Correcaminos     | 2   | 7   | 4   | 8   | 6   | 11 | 11 | 11 | 15 | 15 | 15 | 15 | 15 | 15 | 15 |
| Leones Negros    | 10  | 10  | 13  | 14  | 15  | 13 | 16 | 16 | 16 | 16 | 16 | 16 | 16 | 16 | 16 |

* Indica la posición del equipo con un partido pendiente.

† Indica la posición del equipo con dos partidos pendientes.

## Reclasificación

### Cimarrones - Venados
| 20 de abril de 2021                  | Cimarrones                                                    | 2:2 (2:2) (4:3 p.)         | Venados                                                         | Estadio Héroe de Nacozari, Hermosillo                              |                                                                    |
| 19:15 (UTC -7) 21:15 (UTC -5)        | J. Peralta 19' · A. Mengual 31'                               | Reporte                    | 10' R. Durán · 30' R. Torres                                    | Asistencia: 0 espectadores Árbitro(s): Louis Adrian Vielmas Valdez | Asistencia: 0 espectadores Árbitro(s): Louis Adrian Vielmas Valdez |
|                                      |                                                               | Tiros desde el punto penal |                                                                 |                                                                    |                                                                    |
|                                      | J. Saavedra · E. Reyes · J. García · A. López · J. Betancourt |                            | L. Madrigal · R. Durán · R. Torres · E. Fernández · J. Enríquez |                                                                    |                                                                    |
| Cimarrones avanzó a cuartos de final |                                                               |                            |                                                                 |                                                                    |                                                                    |

### Mineros de Zacatecas - Oaxaca
| 20 de abril de 2021                            | Mineros de Zacatecas                                                                    | 6:0 (2:0) | Oaxaca | Estadio Carlos Vega Villalba, Zacatecas                             |                                                                     |
| 19:00 (UTC -5)                                 | F. Rivera 13', 28' · H. Mascorro 52' · D. Aguilar 60' · H. Torres 79' · M. Hipólito 88' | Reporte   |        | Asistencia: 2 639 espectadores Árbitro(s): Guillermo Pacheco Larios | Asistencia: 2 639 espectadores Árbitro(s): Guillermo Pacheco Larios |
| Mineros de Zacatecas avanzó a cuartos de final |                                                                                         |           |        |                                                                     |                                                                     |

### Tapatío - Tlaxcala
| 22 de abril de 2021               | Tapatío        | 1:0 (1:0) | Tlaxcala | Estadio Akron, Zapopan                                            |                                                                   |
| 21:00 (UTC -5)                    | A. Ramírez 28' | Reporte   |          | Asistencia: 157 espectadores Árbitro(s): Jesús Rafael López Valle | Asistencia: 157 espectadores Árbitro(s): Jesús Rafael López Valle |
| Tapatío avanzó a cuartos de final |                |           |          |                                                                   |                                                                   |

### Tepatitlán - Dorados
| 21 de abril de 2021                  | Tepatitlán                                                  | 1:1 (0:1) (4:2 p.)         | Dorados                                      | Estadio Tepa Gómez, Tepatitlán                                     |                                                                    |
| 17:00 (UTC -5)                       | V. Mañón 72'                                                | Reporte                    | 38' A. Domínguez                             | Asistencia: 1 560 espectadores Árbitro(s): Daniel Quintero Huitrón | Asistencia: 1 560 espectadores Árbitro(s): Daniel Quintero Huitrón |
|                                      |                                                             | Tiros desde el punto penal |                                              |                                                                    |                                                                    |
|                                      | L. Márquez · J. Hernández · V. Mañón · L. Robles · P. Pérez |                            | A. Marín · A. Zamora · V. Torres · J. Zúñiga |                                                                    |                                                                    |
| Tepatitlán avanzó a cuartos de final |                                                             |                            |                                              |                                                                    |                                                                    |

### Atlante - Cancún
| 21 de abril de 2021               | Atlante                      | 2:1 (1:1) | Cancún          | Estadio de la Ciudad de los Deportes, Ciudad de México                     |                                                                            |
| 19:15 (UTC -5)                    | R. Costa 32' · L. García 75' | Reporte   | 17' R. Castillo | Asistencia: 0 espectadores Árbitro(s): Abraham de Jesús Quirarte Contreras | Asistencia: 0 espectadores Árbitro(s): Abraham de Jesús Quirarte Contreras |
| Atlante avanzó a cuartos de final |                              |           |                 |                                                                            |                                                                            |

## Liguilla
|  | Repechaje            | Repechaje            | Repechaje            |            |   | Cuartos de final                                               | Cuartos de final                                               | Cuartos de final                                               | Cuartos de final                                               | Cuartos de final                                               |   |   | Semifinales                                | Semifinales                                | Semifinales                                | Semifinales                                | Semifinales                                |   |   | Final                                | Final                                | Final                                | Final                                | Final                                |  |
|  | 20, 21 y 22 de abril | 20, 21 y 22 de abril | 20, 21 y 22 de abril |            |   | 27, 28 y 29 de abril (ida) 30 de abril, 1 y 2 de mayo (vuelta) | 27, 28 y 29 de abril (ida) 30 de abril, 1 y 2 de mayo (vuelta) | 27, 28 y 29 de abril (ida) 30 de abril, 1 y 2 de mayo (vuelta) | 27, 28 y 29 de abril (ida) 30 de abril, 1 y 2 de mayo (vuelta) | 27, 28 y 29 de abril (ida) 30 de abril, 1 y 2 de mayo (vuelta) |   |   | 4 y 5 de mayo (ida) 7 y 8 de mayo (vuelta) | 4 y 5 de mayo (ida) 7 y 8 de mayo (vuelta) | 4 y 5 de mayo (ida) 7 y 8 de mayo (vuelta) | 4 y 5 de mayo (ida) 7 y 8 de mayo (vuelta) | 4 y 5 de mayo (ida) 7 y 8 de mayo (vuelta) |   |   | 12 de mayo (ida) 15 de mayo (vuelta) | 12 de mayo (ida) 15 de mayo (vuelta) | 12 de mayo (ida) 15 de mayo (vuelta) | 12 de mayo (ida) 15 de mayo (vuelta) | 12 de mayo (ida) 15 de mayo (vuelta) |  |
|  |                      |                      |                      |            |   |                                                                |                                                                |                                                                |                                                                |                                                                |   |   |                                            |                                            |                                            |                                            |                                            |   |   |                                      |                                      |                                      |                                      |                                      |  |
|  |                      |                      |                      |            |   |                                                                |                                                                |                                                                |                                                                |                                                                |   |   |                                            |                                            |                                            |                                            |                                            |   |   |                                      |                                      |                                      |                                      |                                      |  |
|  |                      |                      |                      |            |   |                                                                |                                                                |                                                                |                                                                |                                                                |   |   |                                            |                                            |                                            |                                            |                                            |   |   |                                      |                                      |                                      |                                      |                                      |  |
|  |                      |                      |                      |            |   |                                                                |                                                                |                                                                |                                                                |                                                                |   |   |                                            |                                            |                                            |                                            |                                            |   |   |                                      |                                      |                                      |                                      |                                      |  |
|  |                      |                      |                      |            |   |                                                                |                                                                |                                                                |                                                                |                                                                |   |   |                                            |                                            |                                            |                                            |                                            |   |   |                                      |                                      |                                      |                                      |                                      |  |
|  |                      |                      |                      |            |   |                                                                |                                                                |                                                                |                                                                |                                                                |   |   |                                            |                                            |                                            |                                            |                                            |   |   |                                      |                                      |                                      |                                      |                                      |  |
|  |                      |                      |                      |            |   |                                                                |                                                                |                                                                |                                                                |                                                                |   |   |                                            |                                            |                                            |                                            |                                            |   |   |                                      |                                      |                                      |                                      |                                      |  |
|  |                      |                      |                      |            |   |                                                                |                                                                |                                                                |                                                                |                                                                |   |   |                                            |                                            |                                            |                                            |                                            |   |   |                                      |                                      |                                      |                                      |                                      |  |
|  |                      |                      |                      |            |   |                                                                |                                                                |                                                                |                                                                |                                                                |   |   |                                            |                                            |                                            |                                            |                                            |   |   |                                      |                                      |                                      |                                      |                                      |  |
|  |                      |                      |                      |            |   |                                                                |                                                                |                                                                |                                                                |                                                                |   |   |                                            |                                            |                                            |                                            |                                            |   |   |                                      |                                      |                                      |                                      |                                      |  |
|  |                      |                      |                      |            |   |                                                                |                                                                |                                                                |                                                                |                                                                |   |   |                                            |                                            |                                            |                                            |                                            |   |   |                                      |                                      |                                      |                                      |                                      |  |
|  |                      |                      |                      |            |   |                                                                |                                                                |                                                                | 1                                                              | Atlético Morelia                                               | 1 | 1 | 2                                          |                                            |                                            |                                            |                                            |   |   |                                      |                                      |                                      |                                      |                                      |  |
|  |                      |                      |                      |            |   |                                                                |                                                                |                                                                |                                                                |                                                                | 1 | 1 | 2                                          |                                            |                                            |                                            |                                            |   |   |                                      |                                      |                                      |                                      |                                      |  |
|  |                      |                      | 7                    | Atlante    | 0 | 1                                                              | 1                                                              |                                                                |                                                                |                                                                |   |   |                                            |                                            |                                            |                                            |                                            |   |   |                                      |                                      |                                      |                                      |                                      |  |
|  | 7                    | Atlante              | 7                    | Atlante    | 0 | 1                                                              | 1                                                              | 2                                                              |                                                                |                                                                |   |   |                                            |                                            |                                            |                                            |                                            |   |   |                                      |                                      |                                      |                                      |                                      |  |
|  | 7                    | Atlante              |                      |            |   |                                                                |                                                                |                                                                |                                                                |                                                                |   |   |                                            |                                            |                                            |                                            |                                            |   |   |                                      |                                      |                                      |                                      |                                      |  |
|  | 8                    | Cancún               | 1                    |            |   |                                                                |                                                                |                                                                |                                                                |                                                                |   |   |                                            |                                            |                                            |                                            |                                            |   |   |                                      |                                      |                                      |                                      |                                      |  |
|  | 8                    | Cancún               | 1                    |            | 2 | Celaya                                                         | 0                                                              | 3                                                              | 3                                                              |                                                                |   |   |                                            |                                            |                                            |                                            |                                            |   |   |                                      |                                      |                                      |                                      |                                      |  |
|  |                      |                      |                      |            | 2 | Celaya                                                         | 0                                                              | 3                                                              | 3                                                              |                                                                |   |   |                                            |                                            |                                            |                                            |                                            |   |   |                                      |                                      |                                      |                                      |                                      |  |
|  |                      |                      | 7                    | Atlante    | 2 | 3                                                              | 5                                                              |                                                                |                                                                |                                                                |   |   |                                            |                                            |                                            |                                            |                                            |   |   |                                      |                                      |                                      |                                      |                                      |  |
|  |                      |                      | 7                    | Atlante    | 2 | 3                                                              | 5                                                              |                                                                |                                                                |                                                                |   |   |                                            |                                            |                                            |                                            |                                            |   |   |                                      |                                      |                                      |                                      |                                      |  |
|  |                      |                      |                      |            |   |                                                                |                                                                |                                                                |                                                                |                                                                |   |   |                                            |                                            |                                            |                                            |                                            |   |   |                                      |                                      |                                      |                                      |                                      |  |
|  |                      |                      |                      |            |   |                                                                |                                                                |                                                                |                                                                |                                                                |   |   |                                            |                                            |                                            |                                            |                                            |   |   |                                      |                                      |                                      |                                      |                                      |  |
|  |                      |                      |                      |            |   |                                                                |                                                                |                                                                |                                                                |                                                                |   |   |                                            |                                            |                                            | 1                                          | Atlético Morelia                           | 0 | 2 | 2                                    |                                      |                                      |                                      |                                      |  |
|  |                      |                      |                      |            |   |                                                                |                                                                |                                                                |                                                                |                                                                |   |   |                                            |                                            |                                            |                                            |                                            | 0 | 2 | 2                                    |                                      |                                      |                                      |                                      |  |
|  |                      |                      | 6                    | Tepatitlán | 1 | 2                                                              | 3                                                              |                                                                |                                                                |                                                                |   |   |                                            |                                            |                                            |                                            |                                            |   |   |                                      |                                      |                                      |                                      |                                      |  |
|  | 4                    | Mineros de Zacatecas | 6                    | Tepatitlán | 1 | 2                                                              | 3                                                              | 6                                                              |                                                                |                                                                |   |   |                                            |                                            |                                            |                                            |                                            |   |   |                                      |                                      |                                      |                                      |                                      |  |
|  | 4                    | Mineros de Zacatecas |                      |            |   |                                                                |                                                                |                                                                |                                                                |                                                                |   |   |                                            |                                            |                                            |                                            |                                            |   |   |                                      |                                      |                                      |                                      |                                      |  |
|  | 11                   | Oaxaca               | 0                    |            |   |                                                                |                                                                |                                                                |                                                                |                                                                |   |   |                                            |                                            |                                            |                                            |                                            |   |   |                                      |                                      |                                      |                                      |                                      |  |
|  | 11                   | Oaxaca               | 0                    |            | 4 | Mineros de Zacatecas                                           | 1                                                              | 2                                                              | 3                                                              |                                                                |   |   |                                            |                                            |                                            |                                            |                                            |   |   |                                      |                                      |                                      |                                      |                                      |  |
|  |                      |                      |                      |            | 4 | Mineros de Zacatecas                                           | 1                                                              | 2                                                              | 3                                                              |                                                                |   |   |                                            |                                            |                                            |                                            |                                            |   |   |                                      |                                      |                                      |                                      |                                      |  |
|  |                      |                      | 5                    | Tapatío    | 0 | 1                                                              | 1                                                              |                                                                |                                                                |                                                                |   |   |                                            |                                            |                                            |                                            |                                            |   |   |                                      |                                      |                                      |                                      |                                      |  |
|  | 5                    | Tapatío              | 5                    | Tapatío    | 0 | 1                                                              | 1                                                              | 1                                                              |                                                                |                                                                |   |   |                                            |                                            |                                            |                                            |                                            |   |   |                                      |                                      |                                      |                                      |                                      |  |
|  | 5                    | Tapatío              |                      |            |   |                                                                |                                                                |                                                                |                                                                |                                                                |   |   |                                            |                                            |                                            |                                            |                                            |   |   |                                      |                                      |                                      |                                      |                                      |  |
|  | 10                   | Tlaxcala             | 0                    |            |   |                                                                |                                                                |                                                                |                                                                |                                                                |   |   |                                            |                                            |                                            |                                            |                                            |   |   |                                      |                                      |                                      |                                      |                                      |  |
|  | 10                   | Tlaxcala             | 0                    |            |   |                                                                |                                                                |                                                                |                                                                |                                                                |   | 4 | Mineros de Zacatecas                       | 0                                          | 1                                          | 1                                          |                                            |   |   |                                      |                                      |                                      |                                      |                                      |  |
|  |                      |                      |                      |            |   |                                                                |                                                                |                                                                |                                                                |                                                                |   | 4 | Mineros de Zacatecas                       | 0                                          | 1                                          | 1                                          |                                            |   |   |                                      |                                      |                                      |                                      |                                      |  |
|  |                      |                      | 6                    | Tepatitlán | 3 | 1                                                              | 4                                                              |                                                                |                                                                |                                                                |   |   |                                            |                                            |                                            |                                            |                                            |   |   |                                      |                                      |                                      |                                      |                                      |  |
|  | 3                    | Cimarrones (p.)      | 6                    | Tepatitlán | 3 | 1                                                              | 4                                                              | 2 (4)                                                          |                                                                |                                                                |   |   |                                            |                                            |                                            |                                            |                                            |   |   |                                      |                                      |                                      |                                      |                                      |  |
|  | 3                    | Cimarrones (p.)      |                      |            |   |                                                                |                                                                |                                                                |                                                                |                                                                |   |   |                                            |                                            |                                            |                                            |                                            |   |   |                                      |                                      |                                      |                                      |                                      |  |
|  | 12                   | Venados              | 2 (3)                |            |   |                                                                |                                                                |                                                                |                                                                |                                                                |   |   |                                            |                                            |                                            |                                            |                                            |   |   |                                      |                                      |                                      |                                      |                                      |  |
|  | 12                   | Venados              | 2 (3)                |            | 3 | Cimarrones                                                     | 0                                                              | 1                                                              | 1                                                              |                                                                |   |   |                                            |                                            |                                            |                                            |                                            |   |   |                                      |                                      |                                      |                                      |                                      |  |
|  |                      |                      |                      |            | 3 | Cimarrones                                                     | 0                                                              | 1                                                              | 1                                                              |                                                                |   |   |                                            |                                            |                                            |                                            |                                            |   |   |                                      |                                      |                                      |                                      |                                      |  |
|  |                      |                      | 6                    | Tepatitlán | 2 | 4                                                              | 6                                                              |                                                                |                                                                |                                                                |   |   |                                            |                                            |                                            |                                            |                                            |   |   |                                      |                                      |                                      |                                      |                                      |  |
|  | 6                    | Tepatitlán (p.)      | 6                    | Tepatitlán | 2 | 4                                                              | 6                                                              | 1 (4)                                                          |                                                                |                                                                |   |   |                                            |                                            |                                            |                                            |                                            |   |   |                                      |                                      |                                      |                                      |                                      |  |
|  | 6                    | Tepatitlán (p.)      |                      |            |   |                                                                |                                                                |                                                                |                                                                |                                                                |   |   |                                            |                                            |                                            |                                            |                                            |   |   |                                      |                                      |                                      |                                      |                                      |  |
|  | 9                    | Dorados              | 1 (2)                |            |   |                                                                |                                                                |                                                                |                                                                |                                                                |   |   |                                            |                                            |                                            |                                            |                                            |   |   |                                      |                                      |                                      |                                      |                                      |  |
|  | 9                    | Dorados              | 1 (2)                |            |   |                                                                |                                                                |                                                                |                                                                |                                                                |   |   |                                            |                                            |                                            |                                            |                                            |   |   |                                      |                                      |                                      |                                      |                                      |  |
|  |                      |                      |                      |            |   |                                                                |                                                                |                                                                |                                                                |                                                                |   |   |                                            |                                            |                                            |                                            |                                            |   |   |                                      |                                      |                                      |                                      |                                      |  |

### Cuartos de final

#### Celaya - Atlante
| 27 de abril de 2021 | Atlante           | 2:0 (0:0) | Celaya | Estadio de la Ciudad de los Deportes, Ciudad de México       |                                                              |
| 12:00 (UTC -5)      | R. Costa 76', 82' | Reporte   |        | Asistencia: 0 espectadores Árbitro(s): Martín Molina Astorga | Asistencia: 0 espectadores Árbitro(s): Martín Molina Astorga |

| 30 de abril de 2021                      | Celaya                              | 3:3 (1:2) (Global 3:5) | Atlante                             | Estadio Miguel Alemán Valdés, Celaya                                |                                                                     |
| 17:00 (UTC -5)                           | F. Illescas 40', 89' · E. Ozuna 77' | Reporte                | 3', 24' R. Costa · 80' V. Moragrega | Asistencia: 2 333 espectadores Árbitro(s): Guillermo Pacheco Larios | Asistencia: 2 333 espectadores Árbitro(s): Guillermo Pacheco Larios |
| Atlante avanzó a Semifinales. Global 3-5 |                                     |                        |                                     |                                                                     |                                                                     |

#### Cimarrones - Tepatitlán
| 28 de abril de 2021 | Tepatitlán                       | 2:0 (0:0) | Cimarrones | Estadio Tepa Gómez, Tepatitlán                                             |                                                                            |
| 17:00 (UTC -5)      | G. Espinoza 55' · L. Morales 57' | Reporte   |            | Asistencia: 1 597 espectadores Árbitro(s): Jorge Abraham Camacho Peregrina | Asistencia: 1 597 espectadores Árbitro(s): Jorge Abraham Camacho Peregrina |

| 1 de mayo de 2021                           | Cimarrones  | 1:4 (1:1) (Global 1:6) | Tepatitlán                                                           | Estadio Héroe de Nacozari, Hermosillo                           |                                                                 |
| 20:00(UTC -7) 22:00 (UTC -5)                | A. López 8' | Reporte                | 17' C. González · 57' A. Tecpanécatl · 74' A. Juárez · 90' E. Rivera | Asistencia: 0 espectadores Árbitro(s): Jesús Rafael López Valle | Asistencia: 0 espectadores Árbitro(s): Jesús Rafael López Valle |
| Tepatitlán avanzó a Semifinales. Global 1-6 |             |                        |                                                                      |                                                                 |                                                                 |

#### Mineros de Zacatecas - Tapatío
| 29 de abril de 2021 | Tapatío | 0:1 (0:0) | Mineros de Zacatecas | Estadio Akron, Zapopan                                                 |                                                                        |
| 17:00 (UTC -5)      |         | Reporte   | 54' L. Hernández     | Asistencia: 167 espectadores Árbitro(s): Ismael Rosario López Peñuelas | Asistencia: 167 espectadores Árbitro(s): Ismael Rosario López Peñuelas |

| 2 de mayo de 2021                                      | Mineros de Zacatecas               | 2:1 (0:1) (Global 3:1) | Tapatío        | Estadio Carlos Vega Villalba, Zacatecas                            |                                                                    |
| 17:00 (UTC -5)                                         | L. Hernández 46' · H. Mascorro 67' | Reporte                | 23' M. Benítez | Asistencia: 3 469 espectadores Árbitro(s): Daniel Quintero Huitrón | Asistencia: 3 469 espectadores Árbitro(s): Daniel Quintero Huitrón |
| Mineros de Zacatecas avanzó a Semifinales. Global 3-1. |                                    |                        |                |                                                                    |                                                                    |

### Semifinales

#### Atlético Morelia - Atlante
| 4 de mayo de 2021 | Atlante | 0:1 (0:1) | Atlético Morelia | Estadio de la Ciudad de los Deportes, Ciudad de México                 |                                                                        |
| 16:00 (UTC -5)    |         | Reporte   | 38' V. Moragrega | Asistencia: 0 espectadores Árbitro(s): Jorge Abraham Camacho Peregrina | Asistencia: 0 espectadores Árbitro(s): Jorge Abraham Camacho Peregrina |

| 7 de mayo de 2021                              | Atlético Morelia | 1:1 (1:1) (Global 2:1) | Atlante        | Estadio Morelos, Morelia                                            |                                                                     |
| 21:00 (UTC -5)                                 | G. Acosta 34'    | Reporte                | 19' E. Partida | Asistencia: 10 343 espectadores Árbitro(s): Daniel Quintero Huitrón | Asistencia: 10 343 espectadores Árbitro(s): Daniel Quintero Huitrón |
| Atlético Morelia avanzó a la Final. Global 2-1 |                  |                        |                |                                                                     |                                                                     |

#### Mineros de Zacatecas - Tepatitlán
| 5 de mayo de 2021 | Tepatitlán                          | 3:0 (0:0) | Mineros de Zacatecas | Estadio Tepa Gómez, Tepatitlán                                   |                                                                  |
| 17:00 (UTC -5)    | V. Mañón 72', 74' · D. Angulo 90+1' | Reporte   |                      | Asistencia: 2 154 espectadores Árbitro(s): Martín Molina Astorga | Asistencia: 2 154 espectadores Árbitro(s): Martín Molina Astorga |

| 8 de mayo de 2021                        | Mineros de Zacatecas | 1:1 (1:0) (Global 1:4) | Tepatitlán   | Estadio Carlos Vega Villalba, Zacatecas                             |                                                                     |
| 17:00 (UTC -5)                           | J. Calero 17'        | Reporte                | 70' P. Pérez | Asistencia: 2 100 espectadores Árbitro(s): Jesús Rafael López Valle | Asistencia: 2 100 espectadores Árbitro(s): Jesús Rafael López Valle |
| Tepatitlán avanzó a la Final. Global 1-4 |                      |                        |              |                                                                     |                                                                     |

### Final

#### Atlético Morelia vs Tepatitlán
| 12 de mayo de 2021 | Tepatitlán      | 1:0 (0:0) | Atlético Morelia | Estadio Tepa Gómez, Tepatitlán                                             |                                                                            |
| 17:00 (UTC -5)     | S. Ceballos 61' | Reporte   |                  | Asistencia: 3 272 espectadores Árbitro(s): Jorge Abraham Camacho Peregrina | Asistencia: 3 272 espectadores Árbitro(s): Jorge Abraham Camacho Peregrina |

| 15 de mayo de 2021                                     | Atlético Morelia               | 2:2 (2:1) (Global 2:3) | Tepatitlán                    | Estadio Morelos, Morelia                                            |                                                                     |
| 16:00 (UTC -5)                                         | G. Acosta 29' · D. Jiménez 44' | Reporte                | 27' V. Mañón · 86' L. Márquez | Asistencia: 13 433 espectadores Árbitro(s): Daniel Quintero Huitrón | Asistencia: 13 433 espectadores Árbitro(s): Daniel Quintero Huitrón |
| Tepatitlán campeón del Torneo Guard1anes Clausura 2021 |                                |                        |                               |                                                                     |                                                                     |

#### Final - Ida
| 1     | POR   | Andrés Sánchez    |     |
| 5     | DEF   | Sergio Ceballos   |     |
| 18    | DEF   | Luis Robles       |     |
| 19    | DEF   | Said Castañeda    |     |
| 16    | MED   | Cristian González | 45' |
| 10    | MED   | Edson Rivera      |     |
| 26    | MED   | Luis Márquez      | 56' |
| 6     | MED   | Pavel Pérez       |     |
| 7     | MED   | Ángel Tecpanécatl | 74' |
| 27    | DEL   | David Angulo      | 52' |
| 9     | DEL   | Víctor Mañón      | 74' |
| D. T. | D. T. | Francisco Ramírez |     |

| 1     | POR   | Alejandro Arana |     |
| 4     | DEF   | Arturo Ledesma  |     |
| 12    | DEF   | Juan Vega       |     |
| 28    | DEF   | Ulises Zurita   |     |
| 35    | DEF   | Víctor Milke    |     |
| 5     | MED   | William Mejía   |     |
| 6     | MED   | Luis Pérez      |     |
| 7     | MED   | Diego Martínez  | 62' |
| 9     | DEL   | Eduardo Pérez   |     |
| 11    | DEL   | Gael Acosta     | 78' |
| 29    | DEL   | Diego Jiménez   | 62' |
| D. T. | D. T. | Ricardo Valiño  |     |

| 14 | Defensa        | Javi Medina      | 45' |
| 8  | Centrocampista | Luis Morales     | 52' |
| 25 | Centrocampista | Alexis Juárez    | 56' |
| 20 | Delantero      | Javier Hernández | 74' |
| 32 | Centrocampista | Luis Torres      | 74' |

| 32 | Centrocampista | Eduardo Del Ángel | 62' |
| 15 | Centrocampista | Kevin Magaña      | 62' |
| 16 | Centrocampista | Hernán Pineda     | 78' |

| 61' | Sergio Ceballos | 1:0 |

| 66' · 84' | Ángel Tecpanécatl Francisco Ramírez |

| 22' · 90+2' | Gael Acosta Luis Pérez |

| Principal  | Jorge Abraham Camacho Peregrina     |
| Asistentes | Eder Jesús Contreras Márquez        |
|            | José Daniel Sánchez Huerta          |
| Cuarto     | Abraham de Jesús Quirarte Contreras |

|                    |     |     |
| Tiros a puerta     | 2   | 1   |
| Faltas             | 3   | 4   |
| Saques de esquina  | 5   | 2   |
| Penaltis           | 0   | 0   |
| Fueras de juego    | 1   | 0   |
| Posesión del balón | 49% | 51% |

| Alineación inicial |

| 1     | POR   | Andrés Sánchez    |     |
| 5     | DEF   | Sergio Ceballos   |     |
| 18    | DEF   | Luis Robles       |     |
| 19    | DEF   | Said Castañeda    |     |
| 16    | MED   | Cristian González | 45' |
| 10    | MED   | Edson Rivera      |     |
| 26    | MED   | Luis Márquez      | 56' |
| 6     | MED   | Pavel Pérez       |     |
| 7     | MED   | Ángel Tecpanécatl | 74' |
| 27    | DEL   | David Angulo      | 52' |
| 9     | DEL   | Víctor Mañón      | 74' |
| D. T. | D. T. | Francisco Ramírez |     |

| 1     | POR   | Alejandro Arana |     |
| 4     | DEF   | Arturo Ledesma  |     |
| 12    | DEF   | Juan Vega       |     |
| 28    | DEF   | Ulises Zurita   |     |
| 35    | DEF   | Víctor Milke    |     |
| 5     | MED   | William Mejía   |     |
| 6     | MED   | Luis Pérez      |     |
| 7     | MED   | Diego Martínez  | 62' |
| 9     | DEL   | Eduardo Pérez   |     |
| 11    | DEL   | Gael Acosta     | 78' |
| 29    | DEL   | Diego Jiménez   | 62' |
| D. T. | D. T. | Ricardo Valiño  |     |

| 14 | Defensa        | Javi Medina      | 45' |
| 8  | Centrocampista | Luis Morales     | 52' |
| 25 | Centrocampista | Alexis Juárez    | 56' |
| 20 | Delantero      | Javier Hernández | 74' |
| 32 | Centrocampista | Luis Torres      | 74' |

| 32 | Centrocampista | Eduardo Del Ángel | 62' |
| 15 | Centrocampista | Kevin Magaña      | 62' |
| 16 | Centrocampista | Hernán Pineda     | 78' |

| 61' | Sergio Ceballos | 1:0 |

| 66' · 84' | Ángel Tecpanécatl Francisco Ramírez |

| 22' · 90+2' | Gael Acosta Luis Pérez |

| Principal  | Jorge Abraham Camacho Peregrina     |
| Asistentes | Eder Jesús Contreras Márquez        |
|            | José Daniel Sánchez Huerta          |
| Cuarto     | Abraham de Jesús Quirarte Contreras |

|                    |     |     |
| Tiros a puerta     | 2   | 1   |
| Faltas             | 3   | 4   |
| Saques de esquina  | 5   | 2   |
| Penaltis           | 0   | 0   |
| Fueras de juego    | 1   | 0   |
| Posesión del balón | 49% | 51% |

| Alineación inicial |

| 1     | POR   | Andrés Sánchez    |     |
| 5     | DEF   | Sergio Ceballos   |     |
| 18    | DEF   | Luis Robles       |     |
| 19    | DEF   | Said Castañeda    |     |
| 16    | MED   | Cristian González | 45' |
| 10    | MED   | Edson Rivera      |     |
| 26    | MED   | Luis Márquez      | 56' |
| 6     | MED   | Pavel Pérez       |     |
| 7     | MED   | Ángel Tecpanécatl | 74' |
| 27    | DEL   | David Angulo      | 52' |
| 9     | DEL   | Víctor Mañón      | 74' |
| D. T. | D. T. | Francisco Ramírez |     |

| 1     | POR   | Alejandro Arana |     |
| 4     | DEF   | Arturo Ledesma  |     |
| 12    | DEF   | Juan Vega       |     |
| 28    | DEF   | Ulises Zurita   |     |
| 35    | DEF   | Víctor Milke    |     |
| 5     | MED   | William Mejía   |     |
| 6     | MED   | Luis Pérez      |     |
| 7     | MED   | Diego Martínez  | 62' |
| 9     | DEL   | Eduardo Pérez   |     |
| 11    | DEL   | Gael Acosta     | 78' |
| 29    | DEL   | Diego Jiménez   | 62' |
| D. T. | D. T. | Ricardo Valiño  |     |

| 14 | Defensa        | Javi Medina      | 45' |
| 8  | Centrocampista | Luis Morales     | 52' |
| 25 | Centrocampista | Alexis Juárez    | 56' |
| 20 | Delantero      | Javier Hernández | 74' |
| 32 | Centrocampista | Luis Torres      | 74' |

| 32 | Centrocampista | Eduardo Del Ángel | 62' |
| 15 | Centrocampista | Kevin Magaña      | 62' |
| 16 | Centrocampista | Hernán Pineda     | 78' |

| 61' | Sergio Ceballos | 1:0 |

| 66' · 84' | Ángel Tecpanécatl Francisco Ramírez |

| 22' · 90+2' | Gael Acosta Luis Pérez |

| Principal  | Jorge Abraham Camacho Peregrina     |
| Asistentes | Eder Jesús Contreras Márquez        |
|            | José Daniel Sánchez Huerta          |
| Cuarto     | Abraham de Jesús Quirarte Contreras |

|                    |     |     |
| Tiros a puerta     | 2   | 1   |
| Faltas             | 3   | 4   |
| Saques de esquina  | 5   | 2   |
| Penaltis           | 0   | 0   |
| Fueras de juego    | 1   | 0   |
| Posesión del balón | 49% | 51% |

| Alineación inicial |

| 1     | POR   | Andrés Sánchez    |     |
| 5     | DEF   | Sergio Ceballos   |     |
| 18    | DEF   | Luis Robles       |     |
| 19    | DEF   | Said Castañeda    |     |
| 16    | MED   | Cristian González | 45' |
| 10    | MED   | Edson Rivera      |     |
| 26    | MED   | Luis Márquez      | 56' |
| 6     | MED   | Pavel Pérez       |     |
| 7     | MED   | Ángel Tecpanécatl | 74' |
| 27    | DEL   | David Angulo      | 52' |
| 9     | DEL   | Víctor Mañón      | 74' |
| D. T. | D. T. | Francisco Ramírez |     |

| 1     | POR   | Alejandro Arana |     |
| 4     | DEF   | Arturo Ledesma  |     |
| 12    | DEF   | Juan Vega       |     |
| 28    | DEF   | Ulises Zurita   |     |
| 35    | DEF   | Víctor Milke    |     |
| 5     | MED   | William Mejía   |     |
| 6     | MED   | Luis Pérez      |     |
| 7     | MED   | Diego Martínez  | 62' |
| 9     | DEL   | Eduardo Pérez   |     |
| 11    | DEL   | Gael Acosta     | 78' |
| 29    | DEL   | Diego Jiménez   | 62' |
| D. T. | D. T. | Ricardo Valiño  |     |

| 14 | Defensa        | Javi Medina      | 45' |
| 8  | Centrocampista | Luis Morales     | 52' |
| 25 | Centrocampista | Alexis Juárez    | 56' |
| 20 | Delantero      | Javier Hernández | 74' |
| 32 | Centrocampista | Luis Torres      | 74' |

| 32 | Centrocampista | Eduardo Del Ángel | 62' |
| 15 | Centrocampista | Kevin Magaña      | 62' |
| 16 | Centrocampista | Hernán Pineda     | 78' |

| 61' | Sergio Ceballos | 1:0 |

| 66' · 84' | Ángel Tecpanécatl Francisco Ramírez |

| 22' · 90+2' | Gael Acosta Luis Pérez |

| Principal  | Jorge Abraham Camacho Peregrina     |
| Asistentes | Eder Jesús Contreras Márquez        |
|            | José Daniel Sánchez Huerta          |
| Cuarto     | Abraham de Jesús Quirarte Contreras |

|                    |     |     |
| Tiros a puerta     | 2   | 1   |
| Faltas             | 3   | 4   |
| Saques de esquina  | 5   | 2   |
| Penaltis           | 0   | 0   |
| Fueras de juego    | 1   | 0   |
| Posesión del balón | 49% | 51% |

| Alineación inicial |

#### Final - Vuelta
| 1     | POR   | Alejandro Arana   |     |
| 4     | DEF   | Arturo Ledesma    |     |
| 12    | DEF   | Juan Vega         |     |
| 28    | DEF   | Ulises Zurita     |     |
| 35    | DEF   | Víctor Milke      |     |
| 5     | MED   | William Mejía     |     |
| 6     | MED   | Luis Pérez        |     |
| 32    | MED   | Eduardo Del Ángel | 66' |
| 9     | DEL   | Eduardo Pérez     | 73' |
| 11    | DEL   | Gael Acosta       |     |
| 29    | DEL   | Diego Jiménez     |     |
| D. T. | D. T. | Ricardo Valiño    |     |

| 1     | POR   | Andrés Sánchez    |     |
| 5     | DEF   | Sergio Ceballos   |     |
| 18    | DEF   | Luis Robles       |     |
| 19    | DEF   | Said Castañeda    |     |
| 14    | DEF   | Javi Medina       |     |
| 10    | MED   | Edson Rivera      |     |
| 8     | MED   | Luis Morales      | 45' |
| 6     | MED   | Pavel Pérez       | 87' |
| 7     | MED   | Ángel Tecpanécatl |     |
| 27    | DEL   | David Angulo      |     |
| 9     | DEL   | Víctor Mañón      | 90' |
| D. T. | D. T. | Francisco Ramírez |     |

| 7  | Centrocampista | Diego Martínez | 66' |
| 27 | Delantero      | Martín Zúñiga  | 73' |

| 26 | Delantero      | Luis Márquez 90+4 | 45'  |
| 4  | Defensa        | Daniel Aguiñaga   | 87'  |
| 16 | Centrocampista | Cristian González | 90'  |
| 23 | Delantero      | Diego Medina      | 90+4 |

| 29' · 44' | Gael Acosta Diego Jiménez | 1:1 2:1 |

| 27' · 86' | Víctor Mañón Luis Márquez | 0:1 2:2 |

| 32' · 68' | Eduardo Pérez Luis Pérez |

| 62' · 66' | Luis Márquez Luis Robles |

| Principal  | Daniel Quintero Huitrón         |
| Asistentes | René Ramírez Ayala              |
|            | Sandra Elizabeth Ramírez Alemán |
| Cuarto     | Ismael Rosario López Peñuelas   |

|                    |     |     |
| Tiros a puerta     | 4   | 3   |
| Faltas             | 3   | 3   |
| Saques de esquina  | 5   | 7   |
| Penaltis           | 0   | 1   |
| Fueras de juego    | 3   | 0   |
| Posesión del balón | 63% | 37% |

| Alineación inicial |

| 1     | POR   | Alejandro Arana   |     |
| 4     | DEF   | Arturo Ledesma    |     |
| 12    | DEF   | Juan Vega         |     |
| 28    | DEF   | Ulises Zurita     |     |
| 35    | DEF   | Víctor Milke      |     |
| 5     | MED   | William Mejía     |     |
| 6     | MED   | Luis Pérez        |     |
| 32    | MED   | Eduardo Del Ángel | 66' |
| 9     | DEL   | Eduardo Pérez     | 73' |
| 11    | DEL   | Gael Acosta       |     |
| 29    | DEL   | Diego Jiménez     |     |
| D. T. | D. T. | Ricardo Valiño    |     |

| 1     | POR   | Andrés Sánchez    |     |
| 5     | DEF   | Sergio Ceballos   |     |
| 18    | DEF   | Luis Robles       |     |
| 19    | DEF   | Said Castañeda    |     |
| 14    | DEF   | Javi Medina       |     |
| 10    | MED   | Edson Rivera      |     |
| 8     | MED   | Luis Morales      | 45' |
| 6     | MED   | Pavel Pérez       | 87' |
| 7     | MED   | Ángel Tecpanécatl |     |
| 27    | DEL   | David Angulo      |     |
| 9     | DEL   | Víctor Mañón      | 90' |
| D. T. | D. T. | Francisco Ramírez |     |

| 7  | Centrocampista | Diego Martínez | 66' |
| 27 | Delantero      | Martín Zúñiga  | 73' |

| 26 | Delantero      | Luis Márquez 90+4 | 45'  |
| 4  | Defensa        | Daniel Aguiñaga   | 87'  |
| 16 | Centrocampista | Cristian González | 90'  |
| 23 | Delantero      | Diego Medina      | 90+4 |

| 29' · 44' | Gael Acosta Diego Jiménez | 1:1 2:1 |

| 27' · 86' | Víctor Mañón Luis Márquez | 0:1 2:2 |

| 32' · 68' | Eduardo Pérez Luis Pérez |

| 62' · 66' | Luis Márquez Luis Robles |

| Principal  | Daniel Quintero Huitrón         |
| Asistentes | René Ramírez Ayala              |
|            | Sandra Elizabeth Ramírez Alemán |
| Cuarto     | Ismael Rosario López Peñuelas   |

|                    |     |     |
| Tiros a puerta     | 4   | 3   |
| Faltas             | 3   | 3   |
| Saques de esquina  | 5   | 7   |
| Penaltis           | 0   | 1   |
| Fueras de juego    | 3   | 0   |
| Posesión del balón | 63% | 37% |

| Alineación inicial |

| 1     | POR   | Alejandro Arana   |     |
| 4     | DEF   | Arturo Ledesma    |     |
| 12    | DEF   | Juan Vega         |     |
| 28    | DEF   | Ulises Zurita     |     |
| 35    | DEF   | Víctor Milke      |     |
| 5     | MED   | William Mejía     |     |
| 6     | MED   | Luis Pérez        |     |
| 32    | MED   | Eduardo Del Ángel | 66' |
| 9     | DEL   | Eduardo Pérez     | 73' |
| 11    | DEL   | Gael Acosta       |     |
| 29    | DEL   | Diego Jiménez     |     |
| D. T. | D. T. | Ricardo Valiño    |     |

| 1     | POR   | Andrés Sánchez    |     |
| 5     | DEF   | Sergio Ceballos   |     |
| 18    | DEF   | Luis Robles       |     |
| 19    | DEF   | Said Castañeda    |     |
| 14    | DEF   | Javi Medina       |     |
| 10    | MED   | Edson Rivera      |     |
| 8     | MED   | Luis Morales      | 45' |
| 6     | MED   | Pavel Pérez       | 87' |
| 7     | MED   | Ángel Tecpanécatl |     |
| 27    | DEL   | David Angulo      |     |
| 9     | DEL   | Víctor Mañón      | 90' |
| D. T. | D. T. | Francisco Ramírez |     |

| 7  | Centrocampista | Diego Martínez | 66' |
| 27 | Delantero      | Martín Zúñiga  | 73' |

| 26 | Delantero      | Luis Márquez 90+4 | 45'  |
| 4  | Defensa        | Daniel Aguiñaga   | 87'  |
| 16 | Centrocampista | Cristian González | 90'  |
| 23 | Delantero      | Diego Medina      | 90+4 |

| 29' · 44' | Gael Acosta Diego Jiménez | 1:1 2:1 |

| 27' · 86' | Víctor Mañón Luis Márquez | 0:1 2:2 |

| 32' · 68' | Eduardo Pérez Luis Pérez |

| 62' · 66' | Luis Márquez Luis Robles |

| Principal  | Daniel Quintero Huitrón         |
| Asistentes | René Ramírez Ayala              |
|            | Sandra Elizabeth Ramírez Alemán |
| Cuarto     | Ismael Rosario López Peñuelas   |

|                    |     |     |
| Tiros a puerta     | 4   | 3   |
| Faltas             | 3   | 3   |
| Saques de esquina  | 5   | 7   |
| Penaltis           | 0   | 1   |
| Fueras de juego    | 3   | 0   |
| Posesión del balón | 63% | 37% |

| Alineación inicial |

| 1     | POR   | Alejandro Arana   |     |
| 4     | DEF   | Arturo Ledesma    |     |
| 12    | DEF   | Juan Vega         |     |
| 28    | DEF   | Ulises Zurita     |     |
| 35    | DEF   | Víctor Milke      |     |
| 5     | MED   | William Mejía     |     |
| 6     | MED   | Luis Pérez        |     |
| 32    | MED   | Eduardo Del Ángel | 66' |
| 9     | DEL   | Eduardo Pérez     | 73' |
| 11    | DEL   | Gael Acosta       |     |
| 29    | DEL   | Diego Jiménez     |     |
| D. T. | D. T. | Ricardo Valiño    |     |

| 1     | POR   | Andrés Sánchez    |     |
| 5     | DEF   | Sergio Ceballos   |     |
| 18    | DEF   | Luis Robles       |     |
| 19    | DEF   | Said Castañeda    |     |
| 14    | DEF   | Javi Medina       |     |
| 10    | MED   | Edson Rivera      |     |
| 8     | MED   | Luis Morales      | 45' |
| 6     | MED   | Pavel Pérez       | 87' |
| 7     | MED   | Ángel Tecpanécatl |     |
| 27    | DEL   | David Angulo      |     |
| 9     | DEL   | Víctor Mañón      | 90' |
| D. T. | D. T. | Francisco Ramírez |     |

| 7  | Centrocampista | Diego Martínez | 66' |
| 27 | Delantero      | Martín Zúñiga  | 73' |

| 26 | Delantero      | Luis Márquez 90+4 | 45'  |
| 4  | Defensa        | Daniel Aguiñaga   | 87'  |
| 16 | Centrocampista | Cristian González | 90'  |
| 23 | Delantero      | Diego Medina      | 90+4 |

| 29' · 44' | Gael Acosta Diego Jiménez | 1:1 2:1 |

| 27' · 86' | Víctor Mañón Luis Márquez | 0:1 2:2 |

| 32' · 68' | Eduardo Pérez Luis Pérez |

| 62' · 66' | Luis Márquez Luis Robles |

| Principal  | Daniel Quintero Huitrón         |
| Asistentes | René Ramírez Ayala              |
|            | Sandra Elizabeth Ramírez Alemán |
| Cuarto     | Ismael Rosario López Peñuelas   |

|                    |     |     |
| Tiros a puerta     | 4   | 3   |
| Faltas             | 3   | 3   |
| Saques de esquina  | 5   | 7   |
| Penaltis           | 0   | 1   |
| Fueras de juego    | 3   | 0   |
| Posesión del balón | 63% | 37% |

| Alineación inicial |

| Campeón Guard1anes 2021 |
| ----------------------- |
|                         |
| Tepatitlán              |
| 1° Título               |

## Tabla de cocientes
Al igual que en la Liga MX el descenso fue suspendido para la temporada 2020-21, sin embargo, de acuerdo con el Artículo 24 del reglamento de competencia, los tres clubes que ocupen los últimos lugares de la tabla de cocientes deberán pagar la multa correspondiente de acuerdo con el reparto establecido: $MXN 1.5 millones el último lugar; $MXN 1 millón el penúltimo; y $MXN 500 mil el antepenúltimo puesto de la tabla. Los clubes filiales (Pumas Tabasco y Tapatío), además de los dos invitados de la Liga Premier (Tepatitlán y Tlaxcala) quedan exentos de pagar la multa, sin embargo, si un equipo de los citados finaliza en esas posiciones, no habrá recorrido en la tabla y esa multa no será pagada por ningún otro equipo.
- Fecha de actualización: 15 de abril de 2021

| Pos. | Equipo           | A18               | C19               | A19               | C20               | G20 | GC21 | Puntos | A18J              | C19J              | A19J              | C20J              | G20J | GC21J | Juegos | DG  | Cociente |
| ---- | ---------------- | ----------------- | ----------------- | ----------------- | ----------------- | --- | ---- | ------ | ----------------- | ----------------- | ----------------- | ----------------- | ---- | ----- | ------ | --- | -------- |
| 1    | Zacatecas        | 35                | 25                | 14                | 20                | 23  | 24   | 138    | 14                | 14                | 11                | 8                 | 15   | 15    | 77     | 5   | 1.7922   |
| 2    | Atlante          | 30                | 17                | 20                | 11                | 28  | 22   | 128    | 14                | 14                | 11                | 8                 | 15   | 15    | 77     | 17  | 1.6623   |
| 3    | Cimarrones       | 25                | 22                | 15                | 8                 | 28  | 26   | 124    | 14                | 14                | 11                | 8                 | 15   | 15    | 77     | 18  | 1.6103   |
| 4    | Atlético Morelia | 13                | 22                | 19                | 13                | 26  | 29   | 122    | 14                | 14                | 11                | 8                 | 15   | 15    | 77     | 13  | 1.5844   |
| 5    | Tepatitlán       | Liga Premier MX   | Liga Premier MX   | Liga Premier MX   | Liga Premier MX   | 23  | 22   | 45     | Liga Premier MX   | Liga Premier MX   | Liga Premier MX   | Liga Premier MX   | 15   | 15    | 30     | -1  | 1.5000   |
| 6    | Tapatío          | Sin Participación | Sin Participación | Sin Participación | Sin Participación | 21  | 22   | 43     | Sin Participación | Sin Participación | Sin Participación | Sin Participación | 15   | 15    | 30     | 6   | 1.4333   |
| 7    | Celaya           | 8                 | 18                | 12                | 13                | 32  | 25   | 108    | 14                | 14                | 11                | 8                 | 15   | 15    | 77     | 19  | 1.4026   |
| 8    | Tampico Madero   | 0                 | 0                 | 17                | 12                | 23  | 16   | 68     | 0                 | 0                 | 11                | 8                 | 15   | 15    | 49     | 1   | 1.3878   |
| 9    | Oaxaca           | 22                | 19                | 21                | 6                 | 13  | 19   | 100    | 14                | 14                | 11                | 8                 | 15   | 15    | 77     | -10 | 1.2987   |
| 10   | Tlaxcala         | Liga Premier MX   | Liga Premier MX   | Liga Premier MX   | Liga Premier MX   | 18  | 19   | 37     | Liga Premier MX   | Liga Premier MX   | Liga Premier MX   | Liga Premier MX   | 15   | 15    | 30     | -11 | 1.2333   |
| 11   | Dorados          | 22                | 20                | 14                | 5                 | 14  | 18   | 93     | 14                | 14                | 11                | 8                 | 15   | 15    | 77     | -10 | 1.2078   |
| 12   | Cancún           | 12                | 15                | 13                | 3                 | 24  | 21   | 88     | 14                | 14                | 11                | 8                 | 15   | 15    | 77     | 3   | 1.1429   |
| 13   | Leones Negros    | 18                | 17                | 15                | 13                | 13  | 11   | 87     | 14                | 14                | 11                | 8                 | 15   | 15    | 77     | -12 | 1.1299   |
| 14   | Correcaminos     | 15                | 17                | 10                | 16                | 13  | 13   | 84     | 14                | 14                | 11                | 8                 | 15   | 15    | 77     | -15 | 1.0909   |
| 15   | Venados          | 9                 | 20                | 8                 | 13                | 16  | 17   | 83     | 14                | 14                | 11                | 8                 | 15   | 15    | 77     | -8  | 1.0779   |
| 16   | Pumas Tabasco    | Sin Participación | Sin Participación | Sin Participación | Sin Participación | 14  | 15   | 29     | Sin Participación | Sin Participación | Sin Participación | Sin Participación | 15   | 15    | 30     | -15 | 0.9667   |

     Pago de multa $MXN500 mil.
     Pago de multa $MXN1 millón.
     Pago de multa $MXN1.5 millones.
     Equipo exento de pago de multa.

## Estadísticas

### Clasificación juego limpio
- Datos según la página oficial.
- Fecha de actualización: 15 de abril de 2021

| Lugar                                | Club                                 |          |          |          | Puntos   |
| ------------------------------------ | ------------------------------------ | -------- | -------- | -------- | -------- |
| 1                                    | Pumas Tabasco                        | 33       | 0        | 0        | 33       |
| 2                                    | Tapatío                              | 29       | 1        | 1        | 35       |
| 3                                    | Tampico Madero                       | 32       | 0        | 1        | 35       |
| 4                                    | Celaya                               | 32       | 2        | 0        | 38       |
| 5                                    | Dorados                              | 27       | 2        | 2        | 39       |
| 6                                    | Atlético Morelia                     | 34       | 0        | 2        | 40       |
| 7                                    | Cancún                               | 35       | 0        | 2        | 41       |
| 8                                    | Cimarrones                           | 34       | 0        | 3        | 43       |
| 9                                    | Venados                              | 34       | 1        | 2        | 43       |
| 10                                   | Correcaminos                         | 34       | 2        | 1        | 43       |
| 11                                   | Oaxaca                               | 34       | 1        | 4        | 49       |
| 12                                   | Zacatecas                            | 36       | 3        | 2        | 51       |
| 13                                   | Atlante                              | 41       | 1        | 3        | 53       |
| 14                                   | Leones Negros                        | 35       | 3        | 4        | 56       |
| 15                                   | Tlaxcala                             | 46       | 2        | 2        | 58       |
| 16                                   | Tepatitlán                           | 51       | 1        | 3        | 63       |
| Primera Tarjeta Amarilla             | Primera Tarjeta Amarilla             | 1 punto  | 1 punto  | 1 punto  | 1 punto  |
| Segunda Tarjeta Amarilla y Expulsión | Segunda Tarjeta Amarilla y Expulsión | 3 puntos | 3 puntos | 3 puntos | 3 puntos |
| Tarjeta Roja Directa                 | Tarjeta Roja Directa                 | 3 puntos | 3 puntos | 3 puntos | 3 puntos |

### Máximos goleadores
Lista con los máximos goleadores del torneo.
- Datos según la página oficial.

Fecha de actualización: 15 de abril de 2021
| Posición | Jugador               | Club             | Goles | Min. | Frec.       |
| -------- | --------------------- | ---------------- | ----- | ---- | ----------- |
| 1º       | Julio Cruz            | Oaxaca           | 10    | 1303 | 130.3 min.  |
| 2.º      | Diego Rafael Jiménez  | Atlético Morelia | 8     | 1280 | 160 min.    |
| 3.º      | Sergio Andrés Vergara | Celaya           | 7     | 1346 | 192.29 min. |
| 4.º      | Vladimir Moragrega    | Atlante          | 6     | 1045 | 174.17 min. |
| =        | José Raúl Zúñiga      | Dorados          | 6     | 1350 | 225 min.    |
| 6.º      | Eduardo Pérez         | Atlético Morelia | 5     | 1112 | 222.4 min.  |
| =        | Héctor Mascorro       | Zacatecas        | 5     | 1090 | 218 min.    |
| =        | Juan José Calero      | Zacatecas        | 5     | 1165 | 233 min.    |
| =        | Ronaldo Cisneros      | Tapatío          | 5     | 1147 | 229.4 min.  |
| 10.º     | Eleuterio Jiménez     | Celaya           | 4     | 794  | 198.5 min.  |
| =        | Jonathan Betancourt   | Cimarrones       | 4     | 1162 | 290.5 min.  |
| =        | Ricardo Monreal       | Oaxaca           | 4     | 1142 | 285.5 min.  |
| =        | Daniel Lajud          | Tampico Madero   | 4     | 921  | 230.25 min. |

#### Tripletes o más
| Jugador    | Local  | Resultado | Visita        | Goles       | Fecha        | Jornada |
| ---------- | ------ | --------- | ------------- | ----------- | ------------ | ------- |
| Julio Cruz | Oaxaca | 3 - 1     | Pumas Tabasco | 24' 27' 48' | 9 de febrero | 5       |